# Giuseppe Romele
Giuseppe Romele, bekannt als Beppe (* 12. Februar 1992 in Pisogne), ist ein italienischer paralympischer Skilangläufer, der an den Winter-Paralympics 2022 teilgenommen hat.

## Leben
Romele ist von Geburt an behindert, da er mit beidseitiger femoraler Hypoplasie geboren wurde.

## Karriere
Er versuchte 2016 als Teil der italienischen Delegation an den Paralympischen Sommerspielen in Rio teilzunehmen. Nach der Absage durch den italienischen Verband beschloss er, sich dem Rollstuhlmarathon zu widmen. Er nahm 2018/19 am Berlin-Marathon und 2019 an den italienischen Leichtathletik-Meisterschaften teil. In der Kategorie T54 gewann er zwei Goldmedaillen. Er nahm zwischen 2018 und 2021 am Paragliding World Cup teil. Sein bestes Ergebnis war der zweite Platz 2020/21.
Im Januar 2022 begann er mit der Ausübung einer neuen Sportart, dem paralympischen Skilanglauf. Er vertrat Italien bei den paralympischen nordischen Skiweltmeisterschaften in Lillehammer, bei denen er über 10 km eine Silbermedaille gewann. Ebenfalls 2022 vertrat er Italien bei den Winter-Paralympics in Peking und holte Bronze im Langlauf. Bei den Nordischen Para-Skiweltmeisterschaften im schwedischen Östersund gewann er Langlauf-Gold über 18 km und 10 km.
In der Langlaufsaison 2023/24 gewann Giuseppe Romele den Gesamt-Weltcup.